# 西海卫星发射场
西海衛星發射场（朝鲜语：／），又叫東倉里發射場，是位於朝鮮平安北道鐵山郡的火箭發射場，距離平壤200公里，寧邊核設施約70公里。
2012年4月13日，為慶祝金日成誕晨100週年朝鮮曾在此發射光明星3號，但以失败告终。同年12月12日在此成功發射光明星3號 (2期)並進入地球軌道。两次發射均受到国际多方关注，包括六方会谈参与国在内的多国均表示不满。
2016年2月7日，朝鮮于该基地成功發射了一枚遠程火箭，載有光明星4號衛星。朝鮮中央電視台播出的一份聲明稱，一架新的地球觀測衛星光明星4號在從平安北道的西海發射基地起飛後不到10分鐘就已成功進入軌道。朝鮮國家宇宙開發局表示，此次發射是“通過合法行使太空空間用於獨立和和平目的來發展該國的科學，技術，經濟和國防能力的一個劃時代事件”。這次發射遭到聯合國安理會、六方会谈参与国的強烈譴責。批評者認為，發射的真正目的是測試彈道導彈。此次發射促使韓國和美國討論在韓國建立先進彈道導彈防禦系統的可能性，中國和俄羅斯強烈反對此舉。
在2018年朝美首腦會談期間，金正恩承諾朝鮮將很快摧毀導彈發動機試驗台。該地點最初沒有命名，但後來被美國官員確定為西海衛星發射場。這一承諾正式成為金正恩和韓國領導人文在寅在2018年9月朝韓首腦會議上簽署的《平壤共同宣言》的一部分。
2018年8月16日，38 North表示，根据商业卫星8月16日拍摄的影像显示，自8月3日起，西海卫星发射基地的引擎测试站或发射台都“没有明显的拆除活动”。
2022年12月15日，据朝中社报道，朝鲜国务委员会委员长金正恩在现场指导140吨推力固体燃料火箭发动机的首次地面喷射试验，该试验取得成功。